# Todeur
Le Ruisseau du Todeur est un ruisseau qui coule dans les départements du Jura et du Doubs. C'est un affluent du Lison en rive gauche, donc un sous-affluent du Rhône par la Loue, le Doubs et la Saône.

## Géographie
Le Ruisseau du Todeur prend sa source dans la commune de Saizenay à 570m d'altitude et s’écoule dans une vallée constituée de prairies globalement orientée vers le sud-ouest avant de changer radicalement de direction au droit du village de Saizenay et de se diriger vers le nord. Il franchit alors une cluse et s'engage dans une partie boisée où il a creusé de petits canyons et créé une belle cascade de 17m de hauteur appelée le "Gour de Conche" dont le peintre Gustave Courbet a fait un tableau en 1864. Il coule ensuite au fond d'un vallon d'une soixantaine de mètres de profondeur où il est aussi appelé "ruisseau de Conche" avant de rejoindre le village de Myon et de se jeter dans le Lison en bas du village juste en aval du moulin.

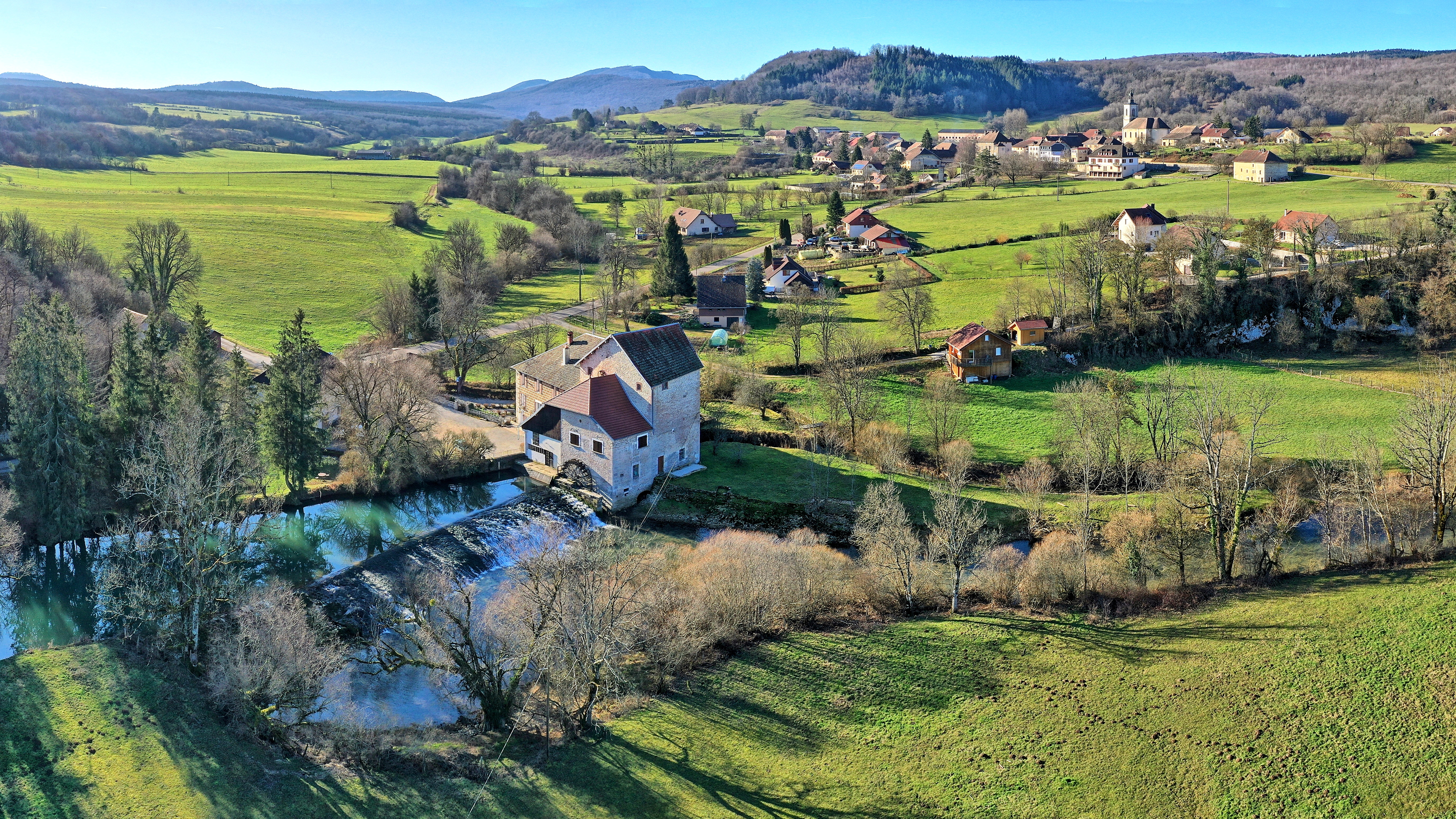
Confluence Lison-Todeur au moulin de Myon.

### Communes et cantons traversés
Le ruisseau du Todeur traverse deux communes situées dans le département du Jura : Saizenay et Salins-les-Bains et une commune dans le département du Doubs : Myon.

## Affluents

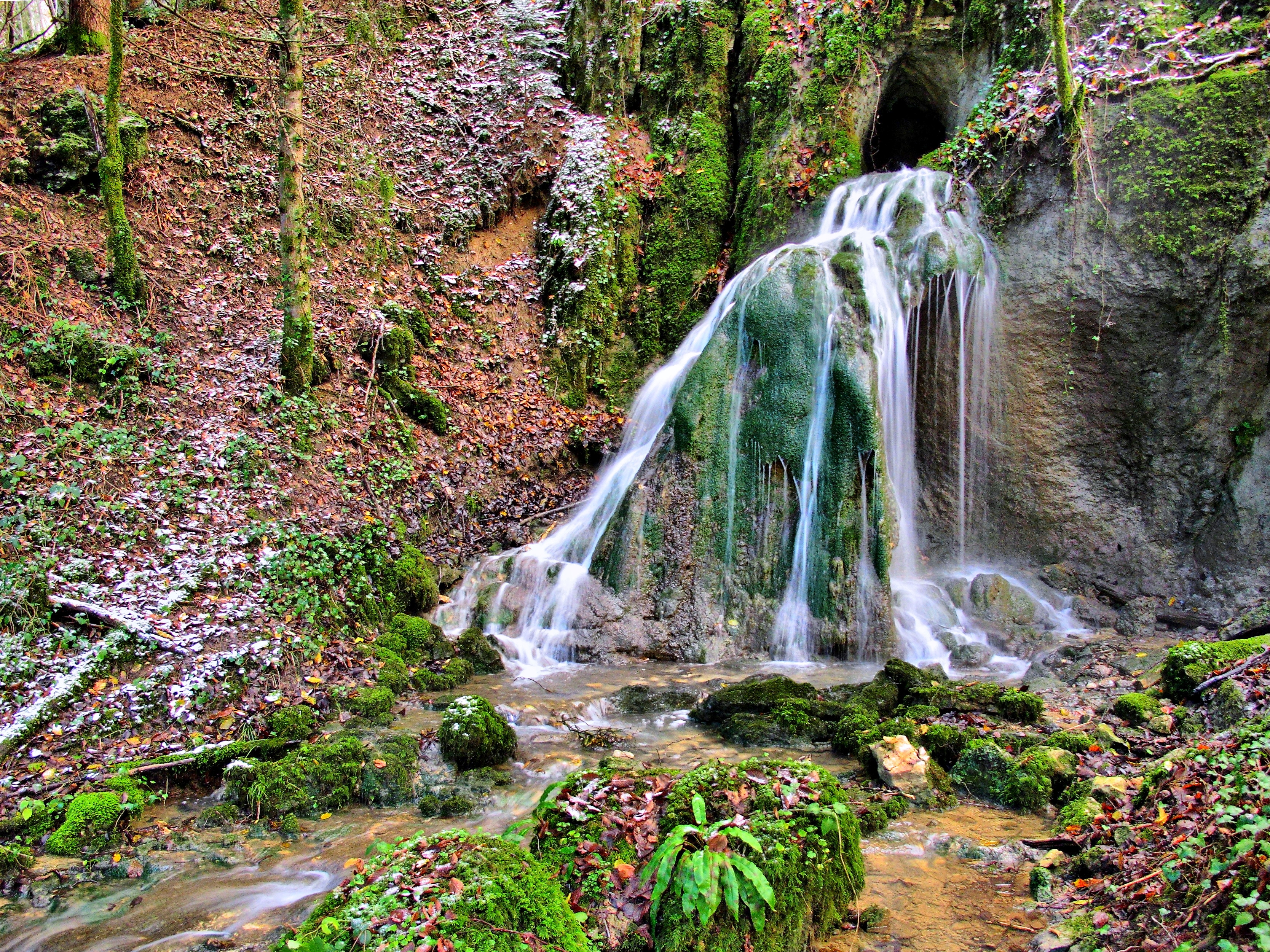
La roche tufière de la source de Conche.

Le ruisseau du Todeur n'a pas d'affluent référencé dans la base SANDRE mais il reçoit, juste en amont de la cascade, les eaux de la source de Conche qui ont formé une belle roche tufière.

Son rang de Strahler est donc de un.

## Hydrologie
Le ruisseau du Todeur présente une pente générale plutôt faible (au moins 2,6 %) et des fluctuations saisonnières de débit assez marquées. La partie amont restant à sec pendant les périodes sèches.

## Protection - Tourisme
Le ruisseau du Todeur est déclaré zone à protéger dans le cadre des ZNIEFF.
Le Gour de Conche fait partie des sites classés par la DREAL depuis 1928.

## Évocation artistique

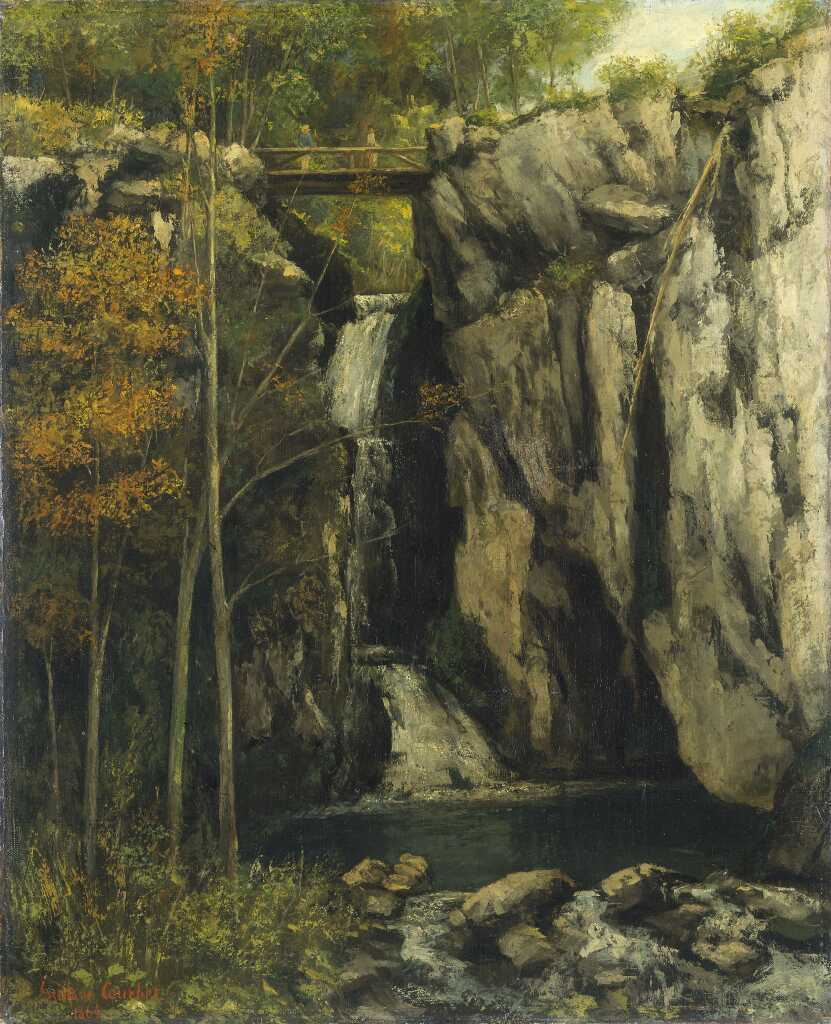
le Gour de Conche, musée des beaux-arts de Besançon.

La cascade du Gour de Conche a été peinte en 1864 par Gustave Courbet, natif de la région.

## Galerie

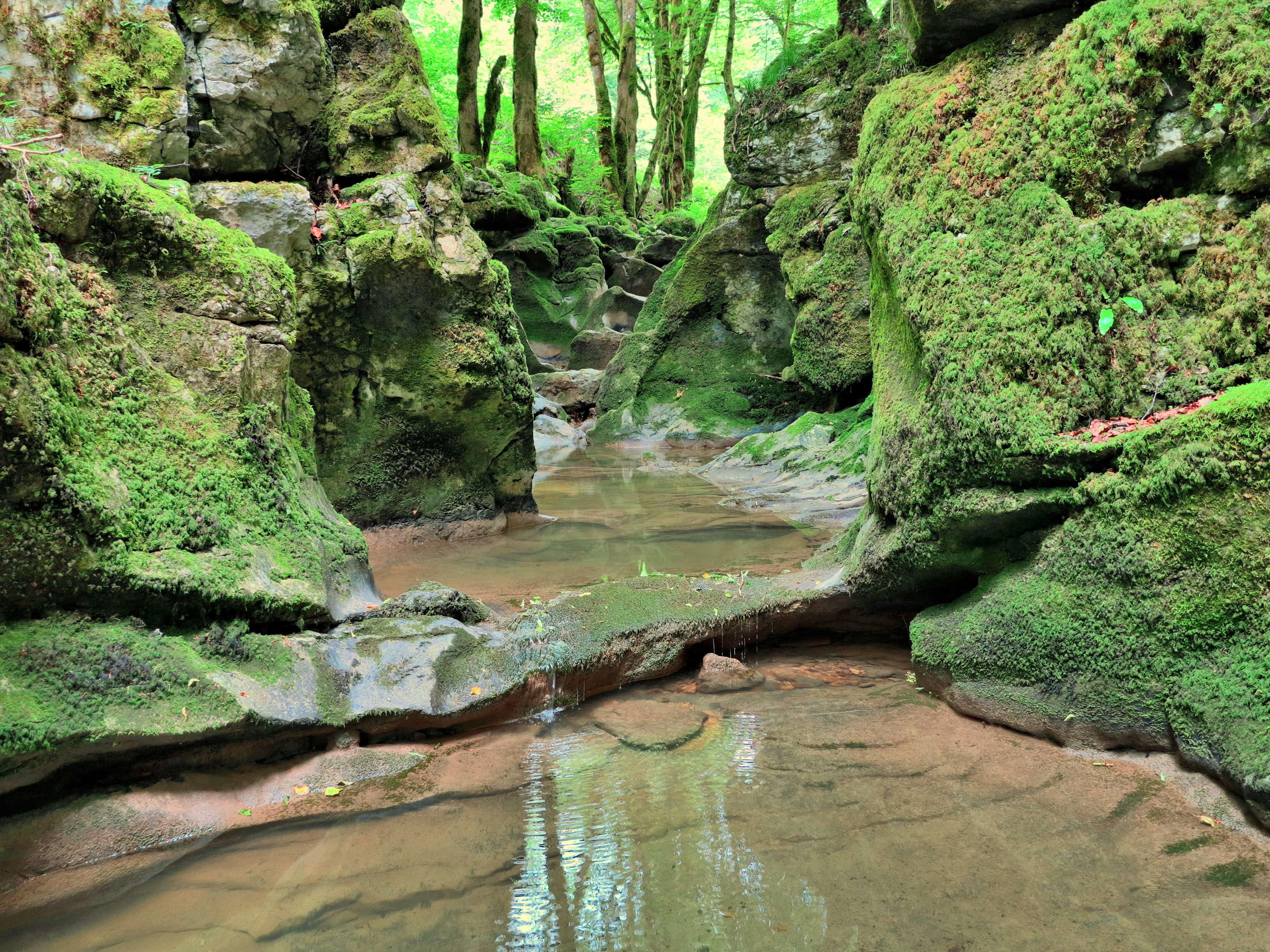
Petit canyon sur le ruisseau du Todeur.
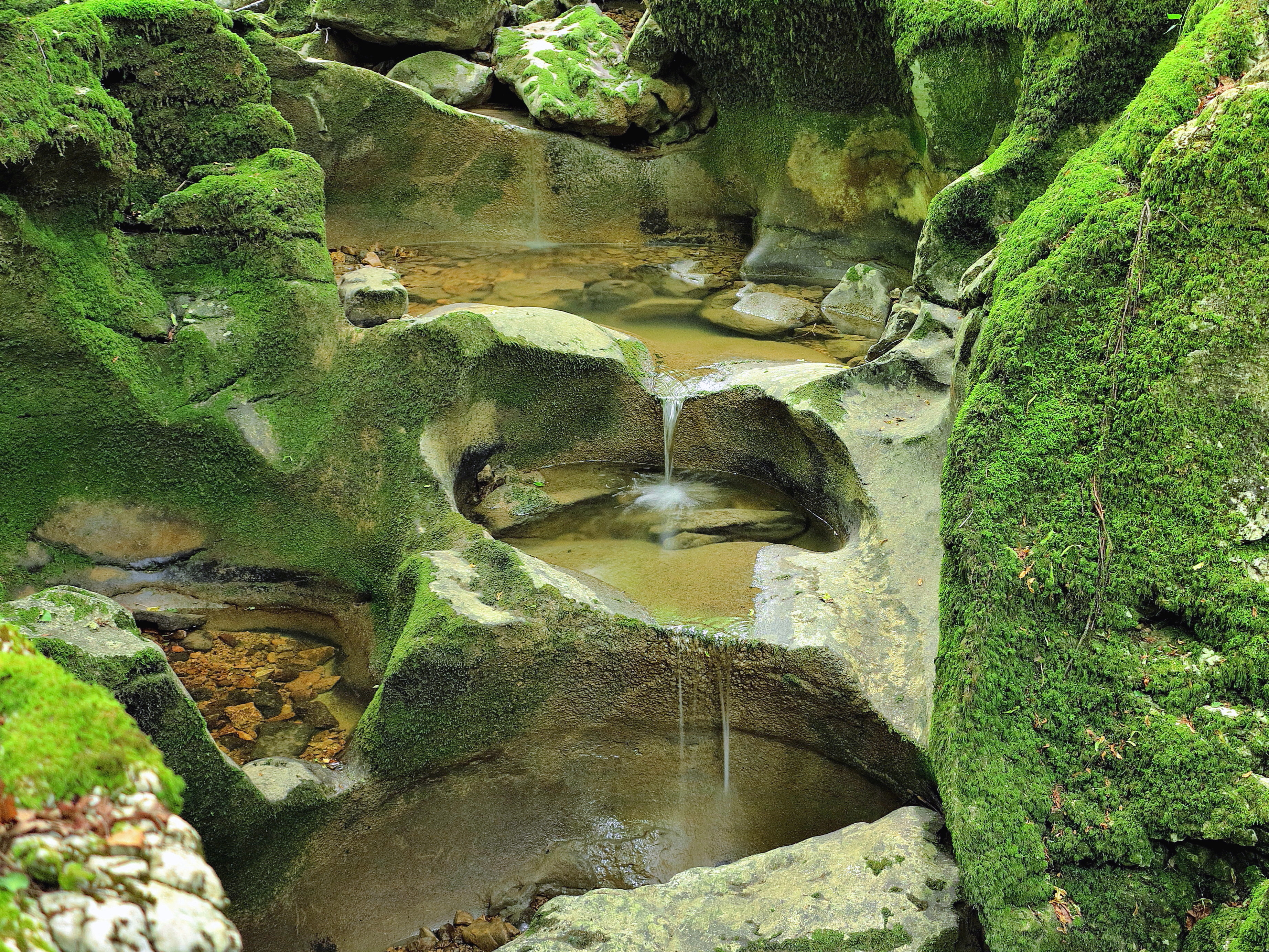
Marmites de géant sur le ruisseau du Todeur.